# Pitufo (bollo malagueño)
El pitufo es la denominación que reciben en la ciudad española de Málaga los bollos de pan de pequeño tamaño, de aproximadamente 60g y unos 10 a 12 cm de largo por 6 o 7 cm de ancho. Son semejantes a un pan de bocadillo (también llamado Viena) pero de menor tamaño. Lo más típico es el pitufo de aceite (de oliva) o el de aceite y tomate aunque puede añadírsele lo que apetezca, lo mismo que a una tostada de pan de molde (mantequilla, margarina, paté, queso...), además de embutidos como salchichón o jamón cocido y jamón serrano.
También existen las pulguitas que son un poco más pequeñas (aproximadamente la mitad del tamaño), surgidas a raíz del éxito de este tipo de pan en la región. 

### Historia
La Panificadora Mateo Luque, fundada en 1964, tiene el honor de crear este icono de los desayunos malagueños en la década de los ochenta.  La propuesta era hacer un bollo pequeño de masa suave pensado para los desayunos y meriendas de los niños. El nombre le viene por un luminoso con un pitufo, este sostenía esos nuevos bollos en su mano, rápidamente se extendió el término para nombrar a este bollito. 
En poco tiempo los pitufos fueron imitados por otros obradores y empezaron a hacerse nuevas versiones. 